# Liste der Bodendenkmäler in Burgoberbach
Auf dieser Seite sind die Bodendenkmäler in der mittelfränkischen Gemeinde Burgoberbach zusammengestellt. Diese Tabelle ist eine Teilliste der Liste der Bodendenkmäler in Bayern. Grundlage ist die Bayerische Denkmalliste, die auf Basis des Bayerischen Denkmalschutzgesetzes vom 1. Oktober 1973 erstmals erstellt wurde und seither durch das Bayerische Landesamt für Denkmalpflege geführt wird. Die folgenden Angaben ersetzen nicht die rechtsverbindliche Auskunft der Denkmalschutzbehörde.

## Bodendenkmäler in Burgoberbach
| Lage       | Objekt                                                                                     | Akten-Nr.     | Bild |
| ---------- | ------------------------------------------------------------------------------------------ | ------------- | ---- |
| (Standort) | Siedlung vor- und frühgeschichtlicher Zeitstellung.                                        | D-5-6729-0016 |      |
| (Standort) | Freilandstation des Mesolithikums, Siedlung des Neolithikums.                              | D-5-6729-0017 |      |
| (Standort) | Freilandstation des Mesolithikums.                                                         | D-5-6729-0018 |      |
| (Standort) | Mittelalterliche Wasserburg, frühneuzeitliches Wasserschloss.                              | D-5-6729-0021 |      |
| (Standort) | Freilandstation des Mesolithikums.                                                         | D-5-6729-0022 |      |
| (Standort) | Freilandstation des Mesolithikums, Siedlung des Neolithikums.                              | D-5-6729-0023 |      |
| (Standort) | Grabhügel vorgeschichtlicher Zeitstellung, Grabensystem vor- und frühgeschichtlicher Zeit  | D-5-6729-0092 |      |
| (Standort) | Mittelalterliche Vorgängerbauten der Kath. Pfarrkirche St. Nikolaus.                       | D-5-6729-0109 |      |
| (Standort) | Mittelalterliche Vorgängerbauten der Kath. Nebenkirche St. Leonhard.                       | D-5-6729-0110 |      |
| (Standort) | Mittelalterliche und frühneuzeitliche Befunde im Bereich der Evang.-Luth. Friedhofskapelle | D-5-6729-0123 |      |
| (Standort) | Untertägige Teile einer Siedlung des späten Mittelalters.                                  | D-5-6729-0141 |      |
| (Standort) | Wasserversorgung des späten Mittelalters und der frühen Neuzeit.                           | D-5-6729-0142 |      |
| (Standort) | Archäologische Befunde im Bereich der ehemaligen spätneuzeitlichen Wassermühle.            | D-5-6729-0144 |      |